# Gabor-Transformation
Die Gabor-Transformation (nach Dennis Gábor) ist eine spezielle (und in bestimmter Weise optimale) gefensterte Fourier-Transformation. Sie ist eng verwandt mit der Wavelet-Theorie und wird in vielen Bereichen der digitalen Signal- und Bildverarbeitung eingesetzt. Sie ist ein Spezialfall der Kurzzeit-Fourier-Transformation.

## Allgemeines

Zweidimensionales Gabor-Wavelet

Jede lokale Veränderung eines Signals {\displaystyle f} bewirkt eine Änderung der Fourier-Transformierten (FT) von {\displaystyle f} über der gesamten Frequenzachse. So überdeckt zum Beispiel der Graph der FT der Delta-Distribution (Dirac-Funktion) den gesamten Frequenzbereich. Die FT enthält daher keine lokalen Informationen des Signals {\displaystyle f}. Dies bedeutet andererseits, dass die Information des Frequenzspektrums den Zeitpunkt, in dem die Frequenz auftritt, nicht unmittelbar angibt. Eine Möglichkeit der Lokalisierung in der Zeit bietet die Kurzzeit-Fourier-Transformation (englisch short-time Fourier transform, kurz STFT), mit der der momentane Frequenzinhalt in einem Fenster {\displaystyle g} um den Punkt {\displaystyle \tau } beschrieben werden kann. Dabei wird für {\displaystyle g} üblicherweise eine schnell auf 0 abfallende Funktion gewählt, damit sie als Fenster wirkt.
{\displaystyle F^{\mathrm {Fen} }(\omega ,\tau )=\int \limits _{-\infty }^{+\infty }f(t)g(t-\tau )e^{-\mathrm {i} \omega t}\mathrm {d} t}
Die Fourier-Transformierte mit Fenster ist somit von zwei Parametern abhängig, der Frequenz {\displaystyle \omega } und dem Zentrum der Lokalisierung {\displaystyle \tau }. Man spricht deshalb auch von einer Darstellung im Zeit-/Frequenzbereich.
Die STFT mit einer Gauß-Funktion {\displaystyle g_{\sigma }(t)} als Fensterfunktion wurde von Dennis Gábor 1946 verwendet:
{\displaystyle g_{\sigma }(t)={\frac {1}{\sigma {\sqrt {2\pi }}}}e^{-{\frac {t^{2}}{2\sigma ^{2}}}}}
Diese spezielle STFT heißt Gabor-Transformation. Bezeichnet man das Ergebnis der Gabortransformation von {\displaystyle f} mit {\displaystyle G_{f}} so ergibt wegen der Symmetrie von {\displaystyle g_{\sigma }}
{\displaystyle {\begin{aligned}G_{f}(\omega ,\tau )&=\int \limits _{-\infty }^{+\infty }f(t)g_{\sigma }(t-\tau )e^{-\mathrm {i} \omega t}\mathrm {d} t\\&=e^{-\mathrm {i} \omega \tau }\int \limits _{-\infty }^{+\infty }f(t)g_{\sigma }(\tau -t)e^{\mathrm {i} \omega (\tau -t)}\mathrm {d} t\\&=e^{-\mathrm {i} \omega \tau }(f(\tau )\ast (g_{\sigma }(\tau )e^{\mathrm {i} \omega \tau }))\\&=e^{-\mathrm {i} \omega \tau }(f(\tau )\ast h(\tau ))\end{aligned}}}
Im Zeitbereich stellt die Gaborfilterung daher bis auf den Faktor {\displaystyle e^{-\mathrm {i} \omega \tau }} eine Faltung dar. Dieser Faktor bewirkt jedoch lediglich eine Phasenverschiebung und kann daher bei Anwendungen, die nur die Amplitude des Ergebnisses berücksichtigen, vernachlässigt werden (Siehe Gabor-Filter).
Da die Fouriertransformierte einer Gauß-Funktion wieder eine Gauß-Funktion ergibt, stellt das Ergebnis der Gabortransformation sowohl im Zeit- als auch im Frequenzraum lokale Information dar. Das Filter kann jede beliebige elliptische Region des Zeit- oder des Frequenzraums überdecken. Ferner erzielt die Gabortransformation – unabhängig von der Anordnung – maximale gleichzeitige Auflösung im Zeit- und Frequenzraum, das heißt die Gauß-Funktion erreicht als (einzige) Fensterfunktion das Minimum der Unschärferelation {\displaystyle \sigma _{g}^{2}\cdot \sigma _{G}^{2}\geq {\tfrac {\pi }{2}}}, wobei {\displaystyle \sigma _{g}^{2}} die Varianz der Fensterfunktion im Zeitbereich (Zeitunschärfe) und {\displaystyle \sigma _{G}^{2}} entsprechend die im Frequenzraum (Frequenzunschärfe) angibt. Daraus ergibt sich direkt der reziproke Zusammenhang zwischen den Unschärfen und damit ein wichtiger trade-off. Das heißt, um die Auflösung im Zeitbereich zu verdoppeln, muss eine halbierte Auflösung im Frequenzraum in Kauf genommen werden, und umgekehrt.